# (5918) 1991 NV3
(5918) 1991 NV3 (1991 NV3, 1982 SL11, 1989 AU5, 1991 NV7, 1992 WW2) — астероїд головного поясу, відкритий 6 липня 1991 року.
Тіссеранів параметр щодо Юпітера — 3,300.